# Pane e olio
Pane e olio è un mediometraggio televisivo del 2008 diretto da Gianpaolo Sodano e interpretato da Mascia Musy, Tullio Solenghi e Bud Spencer.